# Пасваліс
Пасваліс або Посвіль (лит. Pasvalys, пол. Poswol, рос. Посволь, біл. Посваль) — місто на півночі Литви, у Панєвєзькому повіті, адміністративний центр Пасвальського району. Також є адміністративним центром Пасвальського повітового та міського староства (сянюніі).

## Географія

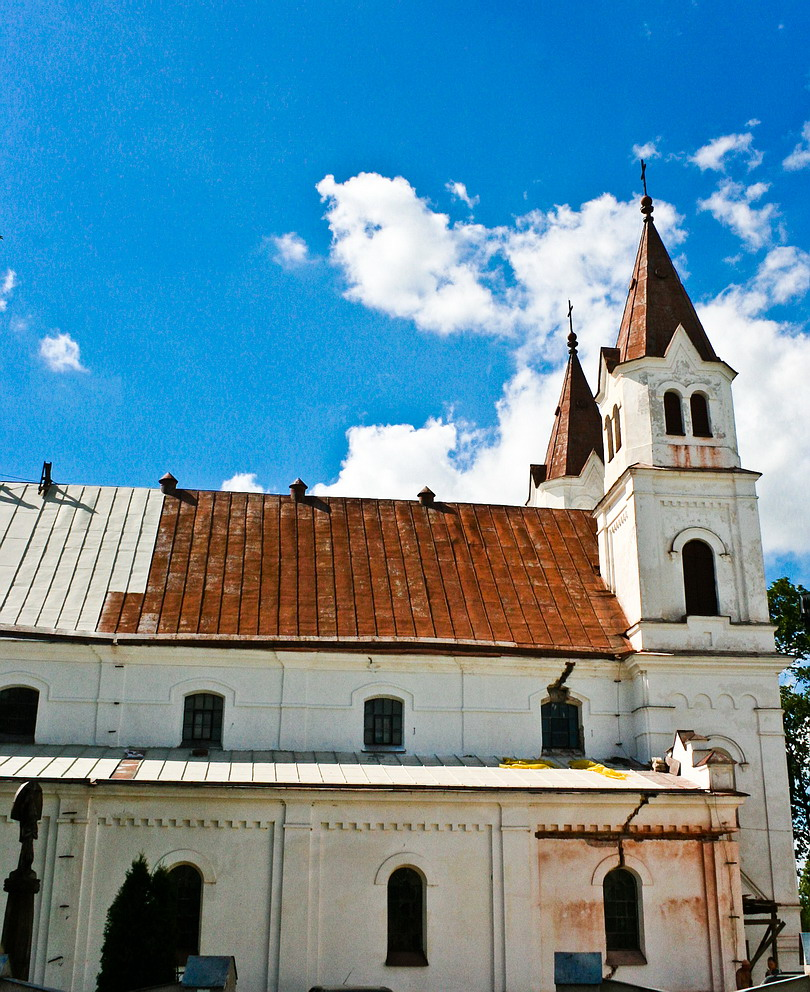
Пасвальська церква

Розташоване на березі річки Свала. Неподалік є мінеральні джерела.

## Історія
Центр міста має статус міського пам'ятника. У місті є церква святого Іоанна Хрестителя (1787) з дзвіницею XVIII століття.